# Дедик, Максим Викторович
Максим Дедик (род. 11 сентября 1976, Киев) — чемпион мира (IFK), серебряный призер Чемпионата мира (IKO), чемпион Европы (IFK) и многократный чемпион России по карате-кекусинкай. Мастер спорта международного класса (1999), черный пояс, 5-й дан.

## Биография
Родился 11 сентября 1976 года в Киеве. В 9 лет Максим переехал из Киева в город Усинск (Республика Коми). Заниматься карате начал в 14 лет в местной школе. Его сенсеем стал Сергей Андреевич Познахарев. В 1993 году поступил в Российскую государственную академию физической культуры в Москве. С 1993 по 2001 годе тренировался в Спортивном клубе «Бусидо» под руководством К.В.Белого, В.П.Фомина. С 2001 года совместно с В.В.Миньковым основал спортивный клуб «Кэнка-джуку», просуществовавший несколько лет. В этом клубе он преподавал и сам тренировался под руководством В.В.Минькова.
Кроме карате, Максим Дедик выступал в профессиональном кикбоксинге. Личный рекорд — 4 победы и одно поражение.

### Тренерская деятельность
В течение своей карьеры преподавал в нескольких залах (клуб айкидо «Кендей» в Киеве, клуб ReebokCrossfit 495).
В 1999 году признавался лучшим преподавателем дополнительного образования города Москвы.
В течение нескольких лет преподавал специализацию «Киокусинкай» на кафедре боевых искусств Российского государственного университета физической культуры, спорта, молодежи и туризма.
В настоящее время Максим посвятил себя тренерской деятельности, тренирует бойцовскую команду Mad Max Team (муай-тай, кикбоксинг (К-1), кекусинкай) в собственном зале единоборств Mad Max Dojo.

#### Ученики
Дилшода Абубакировна Умарова — призер Чемпионата мира по кекусинкай-карате, чемпионка Америки, двукратная чемпионка Кубка России, чемпионка ЦФО и ЮФО, чемпионка Москвы и Московской области.
Антоний Галимов — чемпион мира по муай-тай (2014 год), многократный чемпион Московской области по тайскому боксу, чемпион турнира «Кубок короля» в Бангкоке (2010 год), Чемпион Москвы по К-1 (2011 год).
Тимур Абубакирович Умаров — черный пояс (1-й дан) по кекусинкай-карате, призер Чемпионата Содружества по муай-тай, чемпион Ростова-на-Дону по кекусинкай-карате, серебряный призер Чемпионата Московской области по тайскому боксу, участник Чемпионата России по тайскому боксу.
Александр Волков — российский боец-тяжеловес, выступающий в UFC.

#### Кино
Дедик дважды участвовал в киносъемках как актёр. В 2011 году он исполнил эпизодическую роль в фильме «Бой с тенью 3D: Последний раунд». В середине июня 2022 года в российский прокат выщла спортивная драма «Бультерьер» при его участии. Также, в картине снялись Владимир Минеев, Виталий Кищенко и Сергей Селин.

## Спортивные достижения
| Турнир                                          | Год  | Призовое место |
| ----------------------------------------------- | ---- | -------------- |
| Чемпионат мира (IFK)                            | 2002 | 1              |
| Чемпионат мира (IKO)                            | 2005 | 2              |
| Чемпионат Европы                                | 2001 | 1              |
| Чемпионат России                                | 2000 | 1              |
| Чемпионат России                                | 2001 | 3              |
| Чемпионат России                                | 2002 | 1              |
| Чемпионат России                                | 2003 | 1              |
| Чемпионат России (IKO)                          | 2003 | 3              |
| Чемпионат Японии                                | 2004 | 4              |
| Чемпионат Голландии                             | 1999 | 1              |
| Чемпионат Германии                              | 2000 | 1              |
| Чемпионат Великобритании                        | 2002 | 1              |
| Чемпион Европы по контактному карате «Камакура» | 2001 | 1              |
| Чемпионат Москвы                                | 1995 | 1              |
| Чемпионат Москвы                                | 1999 | 1              |
| Чемпионат Москвы (IKO-2)                        | 2001 | 1              |

## Семья
Жена — Ольга Дедик. Семья воспитывает троих сыновей.

## Увлечения
Занимается йогой. Любимый курорт — Гоа. Из активных видов отдыха предпочитает катание на сноуборде и походы с палаткой.